# Thomas Kvist
Thomas Vedel Kvist, (Odder, Dinamarca, 18 de agosto de 1987) es un ciclista danés, miembro del equipo Quick Step.

## Biografía
Thomas Vedel Kvist empieza a obtener victorias en categoría junior en 2005, donde gana varias carreras en el circuito de la Copa del Mundo UCI Junior como la primera etapa del Trofeo Karlsberg en mayo. Terminó en el mismo mes segundo podio en la Carrera de la Paz para juniors.
En julio de 2005, que impresionó en Luxemburgo, consiguiendo la clasificación general del Gran Premio General Patton. Estos excelentes resultados hacen que fiche por el equipo de Designación Kokken, donde pasó dos temporadas difíciles. Sin embargo, es reclutado por la formación Beveren 2000 en Bélgica, durante el año 2008. Allí se encontró a un buen nivel y se ilustra en las pruebas de la Copa de las Naciones UCI, en cuya carrera de la Coupe des Nations Ville Saguenay, ganó la quinta etapa y la general, lo que permitió a su equipo nacional terminar séptimo en la clasificación.
En agosto de 2008, satisfecho con su actuación en categoría sub-23, Patrick Lefevere decide contratarlo. Así Kvist se convirtió en profesional de primer nivel con el Quick Step. Participó en su primera carrera del UCI ProTour en la Vuelta a Alemania donde se cayó duramente al final de la tercera etapa, aunque se levantó y siguió la etapa durante mucho tiempo luchando al lado del coche escoba, concediendo más de diecisiete minutos en la llegada. Volvió al día siguiente, en la cuarta etapa, donde ocupó el duodécimo puesto en la recta final.
En septiembre fue ofensivo en el Gran Premio de Fourmies, donde se integró en la escapada buena, y trabajó para Giovanni Visconti, quien se impuso al final.
En 2009, se hizo ver en el Tour de Turquía, donde se escapó en una etapa, aunque sin embargo todavía no consiguió victorias con los colores de su equipo.

## Palmarés
2008
- Coupe des Nations Ville Saguenay

2011
- 1 etapa del Tour de Normandía
- 1 etapa del Rhône-Alpes Isère Tour